# Dennis Mitchell
Dennis Allen Mitchell (* 20. Februar 1966 in Havelock, South Carolina) ist ein ehemaliger US-amerikanischer Leichtathlet und Olympiasieger.

## Karriere
Bei den Weltmeisterschaften in 1987 Rom gewann er mit der 4-mal-100-Meter-Staffel nur im Vorlauf startend die Goldmedaille.
Bei den Olympischen Spielen 1988 in Seoul belegte er im 100-Meter-Lauf den vierten Platz und vergab eine mögliche Goldmedaille im 4-mal-100-Meter-Staffellauf, da das amerikanische Team bei den Qualifikationsläufen disqualifiziert wurde, nachdem Calvin Smith und Lee McNeill es nicht geschafft hatten, den Stab innerhalb des vorgegebenen Bereichs zu übergeben. 1989 gewann Mitchell die Goldmedaille im 200-Meter-Lauf bei den NCAA-Meisterschaften und 1991, eine Woche vor den Weltmeisterschaften lief er im 4-mal-100-Meter-Staffellauf im US-Team seinen ersten Weltrekord mit 37,67 s in Zürich. Bei den Weltmeisterschaften in Tokio gewann er die Bronzemedaille im 100-Meter-Lauf in 9,91 s und lief im US-Team einen weiteren Weltrekord mit 37,50 s.
Bei den Olympischen Spielen 1992 in Barcelona gewann er die Bronzemedaille über 100 Meter, hinter dem Briten Linford Christie und dem Namibier Frank Fredericks, sowie die Mannschafts-Goldmedaille im 4-mal-100-Meter-Staffellauf, zusammen mit seinen Teamkollegen Michael Marsh, Leroy Burrell und Carl Lewis, vor den Teams aus Nigeria und Kuba. Bei den Weltmeisterschaften 1993 in Stuttgart gewann er seine dritte Bronzemedaille über 100 Meter und seine dritte Mannschafts-Goldmedaille mit einem Weltrekord, dieses Mal mit einer Zeit von 37,40 s.
Bei den Olympischen Spielen 1996 in Atlanta belegte er Platz vier über 100 Meter und gewann die Mannschafts-Silbermedaille 4-mal-100-Meter-Staffellauf, zusammen mit seinen Teamkollegen Jon Drummond, Tim Harden und Michael Marsh, hinter dem Team aus Kanada und vor dem Team aus Brasilien.
2001 nahm Mitchell das letzte Mal an einer internationalen Ausscheidung teil, an den Weltmeisterschaften in Edmonton, wo er nochmals im 4-mal-100-Meter-Staffellauf die Goldmedaille gewann. Diese Medaille wurde dem US-Team aber später aberkannt, weil Tim Montgomery in einen Dopingfall verwickelt war.
Aufgrund seiner meist grellen grün-gelben Rennanzüge trug er den Namen „the green machine“.
Heute arbeitet er als Trainer, u. a. von Damu Cherry, Justin Gatlin.

## Doping
1998 wurde Mitchell wegen Dopings von der IAAF für zwei Jahre gesperrt, da man bei einem Test zu hohe Testosteron-Werte nachgewiesen hatte. Von Justin Gatlin wurde er Ende Dezember 2017 als Trainer entlassen, als die US-Anti-Doping-Agentur USADA sowie die unabhängige Integritätskommission (AIU) des Leichtathletik-Weltverbandes IAAF Ermittlungen wegen Dopingvorwürfen aufnahmen.

## Auszeichnungen
- 1993: „Weltmannschaft des Jahres“ –  4-mal-100-Meter-Staffel mit Jon Drummond, Andre Cason und Leroy Burrell (La Gazzetta dello Sport)